# شهرداری هاجدینا
شهرداری هاجدینا (به لاتین: Municipality of Hajdina) یک منطقهٔ مسکونی در اسلوونی است که در اسلوونی واقع شده‌است. شهرداری هاجدینا ۲۱٫۶ کیلومتر مربع مساحت و ۳٬۷۱۲ نفر جمعیت دارد.